# Fèlix de Cantalice
Fèlix de Cantalice (Cantalice, Laci, 1515 - Roma, 18 de maig de 1587) va ésser un frare caputxí italià. És venerat com a sant per l'Església Catòlica Romana.

## Biografia

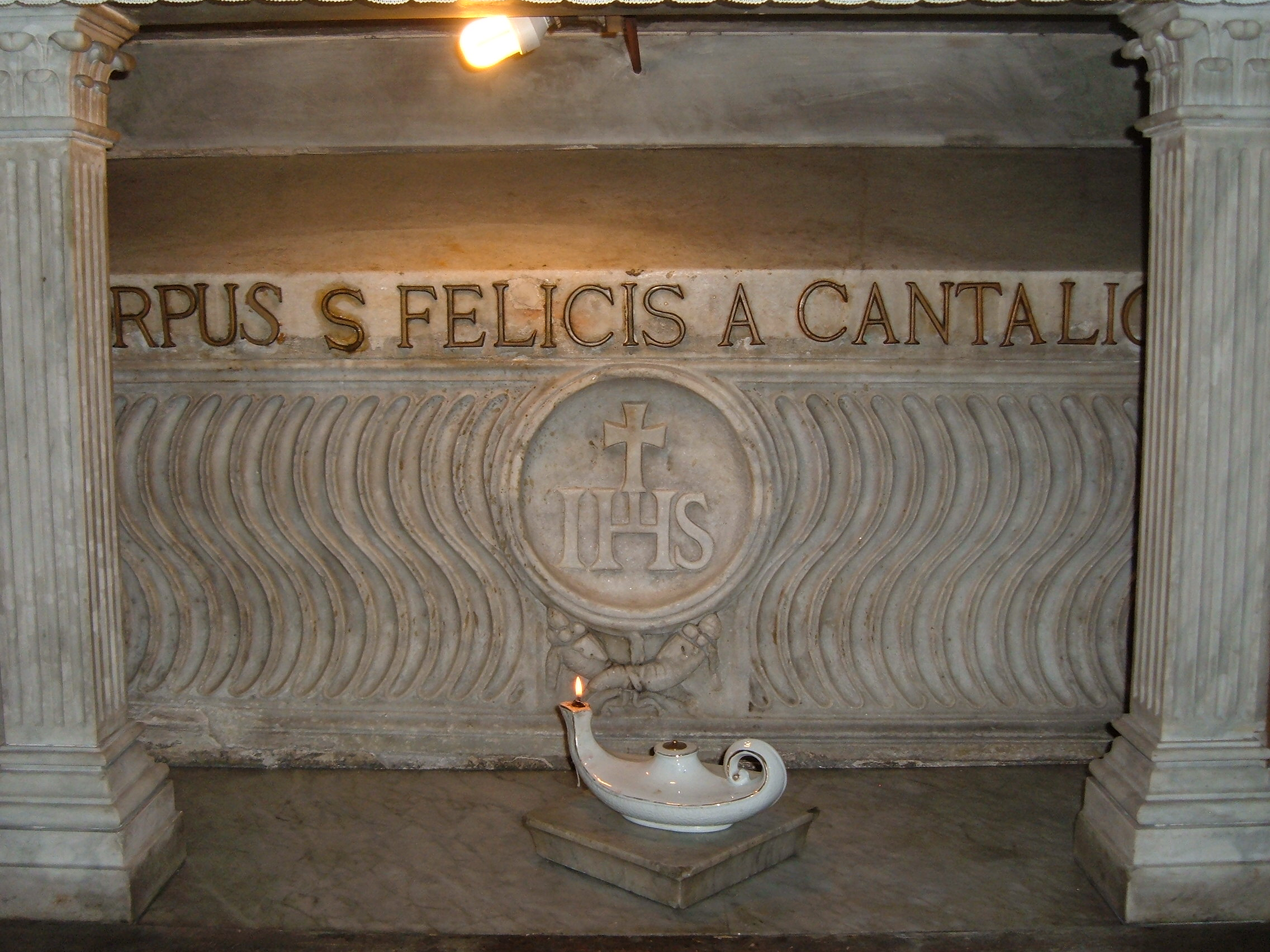
Sepulcre del sant

Felice Porri va néixer en una família pagesa a Cantalice, a la vall de Rieti, cap al 1515. Als dotze anys treballava de pastor a casa de Tullio Piccarelli i s'hi distingia per la seva pietat i silenci. Sovint li retreien que estigués callat, a la qual cosa responia: "Ep, que ens cal fer-nos sants!". En acabar l'any 1543 ingressà al convent dels caputxins d'Anticoli di Campagna, avui Fiuggi, i el 18 de maig de 1545 professà com a frare al convent de San Giovanni, on hi restà fins al 1547. La llegenda diu que hi ingressà a conseqüència d'un accident de treball del qual va ésser salvat miraculosament en 1543, per la qual cosa va fer un vot.
En 1551 fou enviat a Roma, al convent de San Niccolo de Portiis, com a almoiner, càrrec que ocuparà tota la vida, ajudant els pobres i necessitats demanant almoina per a ells. Hi va conèixer nombroses personalitats de l'època, com Carles Borromeo i Felip Neri, amb els quals va fer amistat. Va fer-se conegut per l'austeritat de la seva vida, la seva caritat i la seva capacitat de paraula: predicava en contra dels funcionaris i polítics corruptes i la vida dissoluta dels joves. Va aconseguir moltes conversions; componia càntics religiosos senzills, que feia cantar als joves per fer-los aprendre en catecisme. En 1580, arran de la pesta a Roma, va ésser encarregat pel municipi de recollir fons per a ajudar els afectats. Va ésser conegut com a Frare Deo Gratias, ja que a tot aquell que donava alguna almoina li deia "deo gratias" ("gràcies a Déu").
Va morir en 1587 en llaor de santedat: el poble de Roma va demanar la seva canonització immediata. Fou sebollit a l'església de San Niccolo.

## Veneració
El procés de beatificació s'obrí el 10 de juny del mateix 1587, tancant-se el novembre. Tornà a reiniciar-se entre 1614 i 1616 i fou beatificat l'1 d'octubre de 1625 per Urbà VIII. Llavors el seu cos fou traslladat a la nova església de Santa Maria de la Immaculata Concezione a Via Veneto, també de l'Orde dels Caputxins.
Va ésser canonitzat el 22 de maig de 1712 per Climent XI, esdevenint el primer sant de l'orde. És el patró dels germans caputxins que no són preveres.

## Enllaços externs

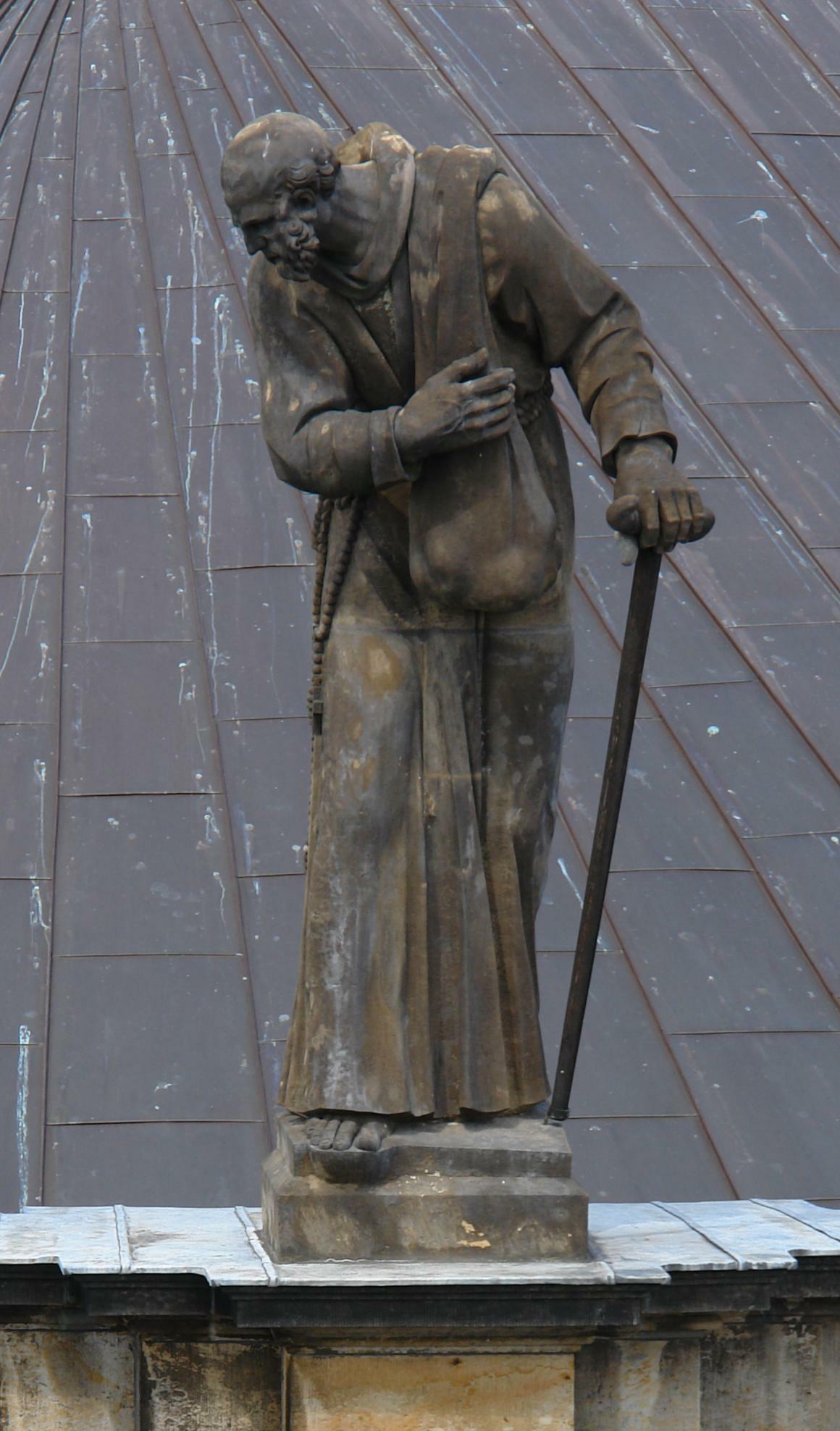
Escultura a la Hofkirche de Dresden
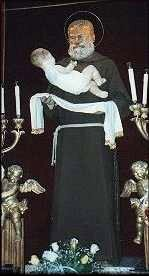
Talla del sant
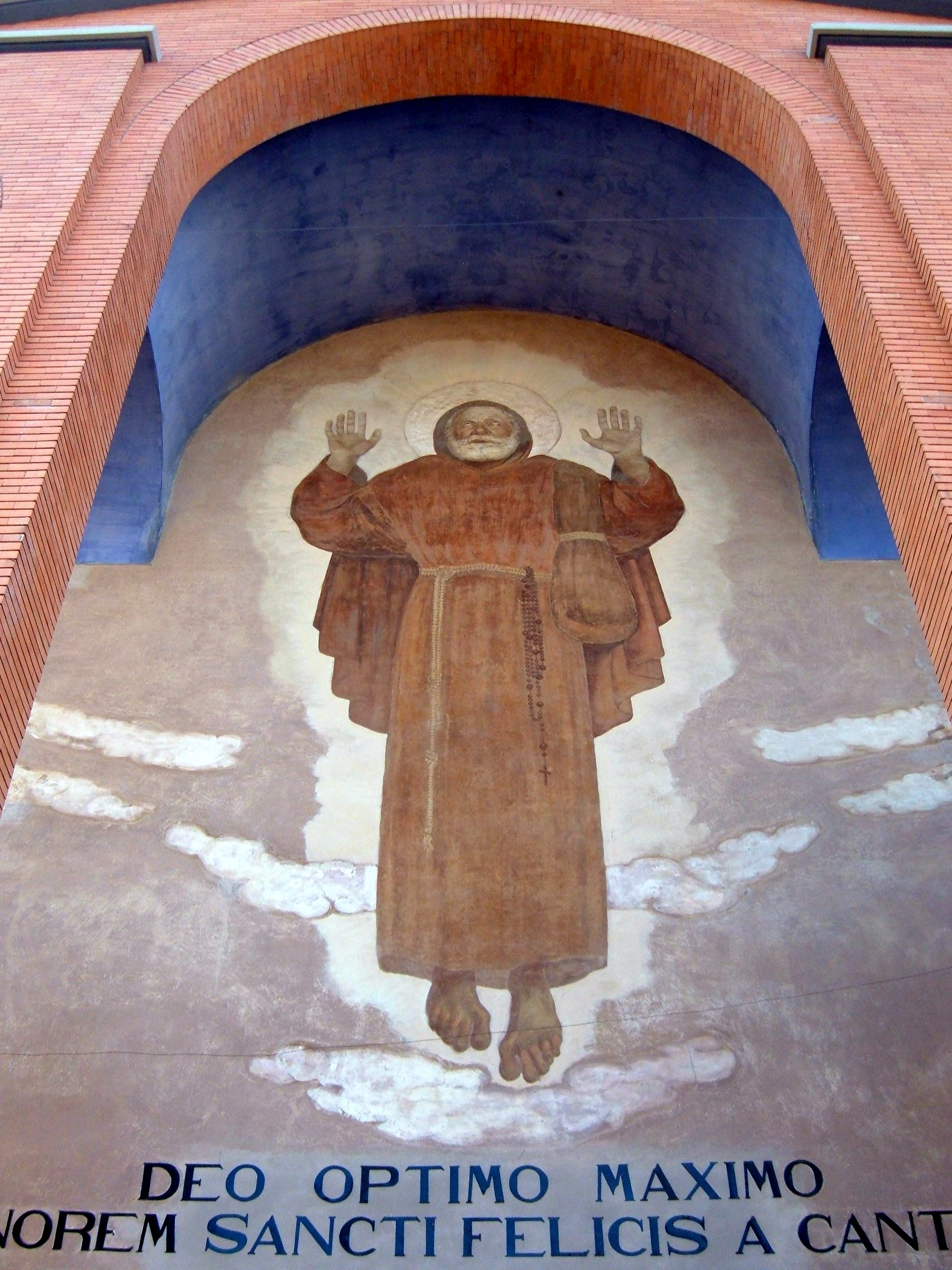
Fresc a l'església del sant a Prenestino-Centocelle (Roma)
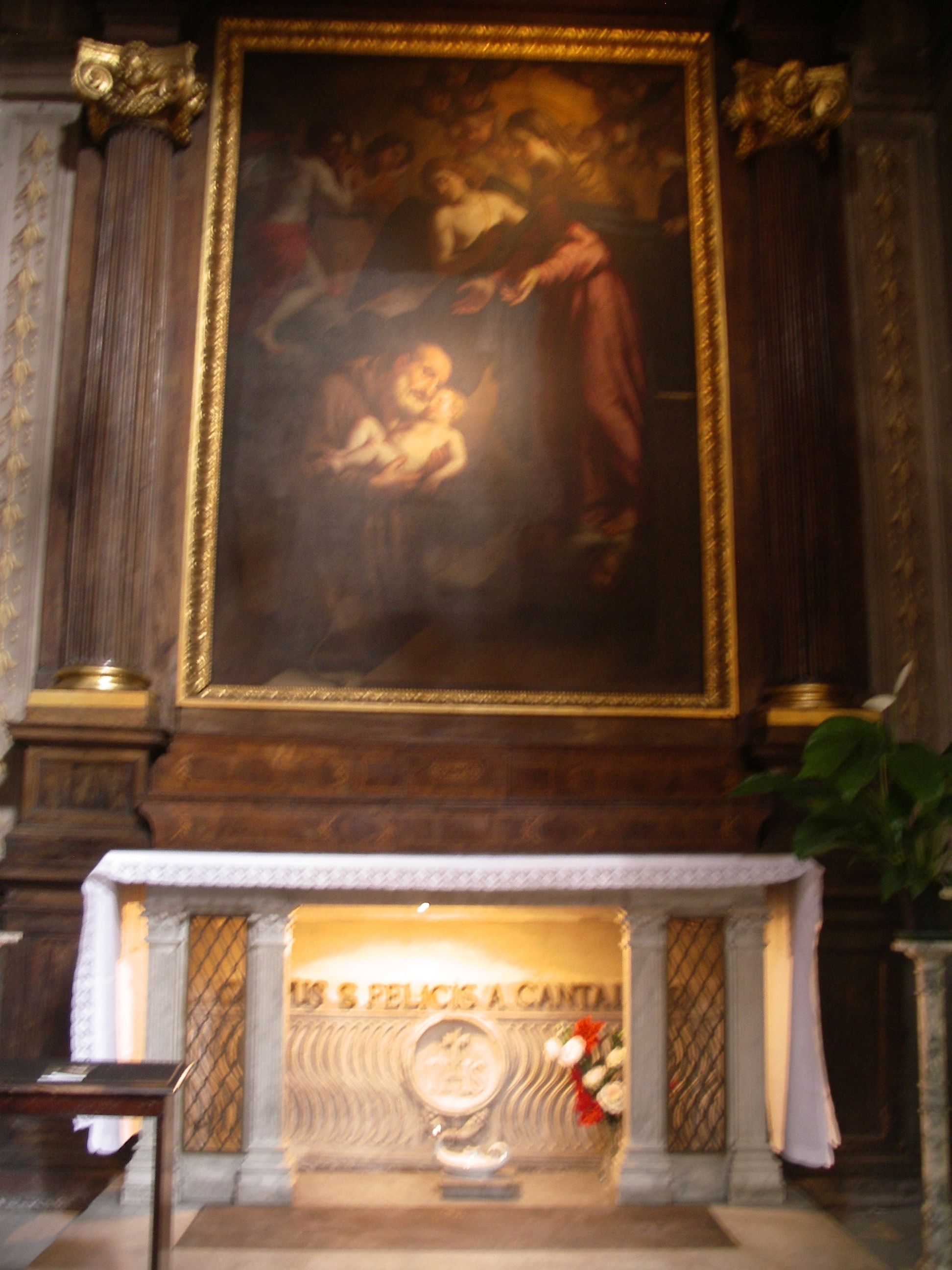
Altar i tomba del sant als Caputxins de Roma
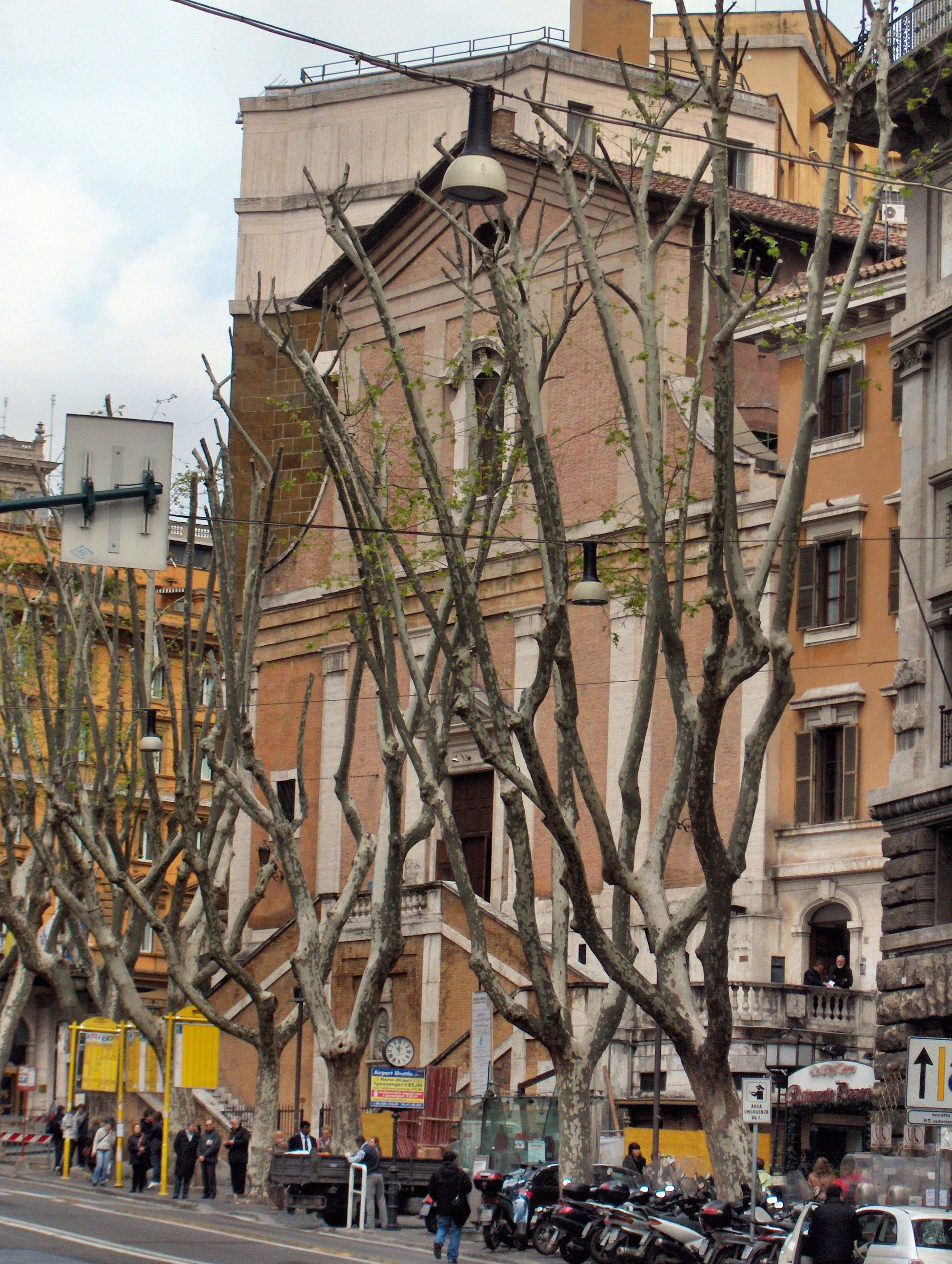
S. Maria Immacolata della Concezione dei Cappuccini, lloc d'enterrament del sant